# 2774 Tenojoki
2774 Tenojoki (1942 TJ) là một tiểu hành tinh vành đai chính do Liisi Oterma phát hiện tại Turku ngày 3.10.1942.